# Danielle Horvat
Danielle Horvat (* 10. Juli 1991 in Melbourne, Victoria) ist eine australische Schauspielerin.
In der Fernsehserie Nachbarn spielte sie von 2007 bis 2008 die Rolle der Taylah Jordan. 2009 trat sie in allen 13 Folgen der Fernsehserie Snake Tales auf und hatte auch eine Rolle im Kurzfilm Shrapnel.
Bekannt wurde sie durch ihre Rolle als Jessica Bird in der Fernsehserie Sea Patrol. 

## Filmografie
- 2007–2008: Nachbarn (Neighbours, Fernsehserie 36 Folgen)
- 2009: Shrapnel (Kurzfilm)
- 2009: Snake Tales (Fernsehserie, 13 Folgen)
- 2010–2011: Sea Patrol (Fernsehserie, 29 Folgen)
- 2013: Winners & Losers (Fernsehserie, 5 Folgen)
- 2014: House Husbands (Fernsehserie, 2 Folgen)
- 2017: Here Come the Habibs! (Fernsehserie, 2 Folgen)
- 2018: Back in Very Small Business (Fernsehserie, Folge 1x01 All Over Range Rover)
- 2018: Slam
- 2019: The Furies
- 2021: Harrow (Fernsehserie, Folge 3x09 Quam Innocentum Damnari)
- 2022–2023: Surviving Summer (6 Folgen)
- 2024: Human Error (Fernsehserie, 6 Folgen)